# Репнинский, Яков Николаевич
Я́ков Никола́евич Репнинский — генерал-поручик, сослуживец А. В. Суворова в Крыму.

## Биография
Родился в 1740-е годы, сын подполковника Николая Аникитича Репнинского и внук генерал-фельдмаршала князя Аникиты Ивановича Репнина, двоюродный брат генерал-фельдмаршала Николая Васильевича Репнина.
1 сентября 1756 поступил на военную службу в гвардию солдатом и дослужив до каптенармуса в 1758 году, был отправлен в чине сержанта дворянином посольства при испанском дворе в 1759 году, а затем 26 августа 1762 года из сержантов лейб-гвардии Преображенского полка был произведён в прапорщики, в следующем 1763 году выпущен в армию секунд-майором и 11 мая произведён в генерал-адъютанты премьер-майорского ранга. В 1766 году переименован в премьер-майоры, через год — в подполковники, а 17 марта 1774 был произведён в полковники Елецкого пехотного полка.
Участник русско-турецкой войны (1768—1774). Принимал участие в осаде Хотина в 1769 году, затем 7 июля 1770 года участвовал в битве при Ларге, в 1771 году был при атаке и взятии Измаила. После этого участвовал в действиях на правом берегу Дуная, а в 1772 году — при Аккермане.
В 1775 году был в войсках, располагавшихся у Крыма под начальством сперва генерала П. А. Текелли, а потом князя А. А. Прозоровского. В 1776 году командовал отрядом (из полков Елецкого и Брянского, донских казачьих Сычова и Аггеева и малороссийских старшин и казаков 462 чел. и 20 орудий), стоявшим для обороны от Очакова, около Кинбурна, в самом Кинбурне и в Александровской крепости.
C 1778 года — бригадир, c 1779 года — под начальством А. В. Суворова. 24 ноября 1780 года был произведён из бригадиров в генерал-майоры и затем играл видную роль в операциях, предшествовавших присоединению Крыма к России. После очередного восстания крымских татар, спровоцированного Турцией, в июле 1782 года генерал-фельдмаршал Г. А. Потёмкин распорядился двинуть русский войска к крымским границам, и генерал-майор Яков Репнинский был одним из командующих гусарскими и пикинёрными полками. По занятию Крыма русскими войсками в 1785 году Репнинский был назначен в Херсон — командиром расположенных в нём войск. В 1786 году состоял в Екатеринославской армии, 26 ноября 1787 года получил орден Святого Георгия 4-й степени за 25 лет службы, 14 апреля 1789 года произведён в генерал-поручики.
Умер в середине 1790-х годов в Харькове. В Херсонской губернии у него были огромные имения, в несколько десятков тысяч десятин.

## Семья
От двух браков с Александрой Ивановной N (ум. 4 февраля 1807) и Елизаветой Васильевной, урожденной Нелюбовой (ум. 2 декабря 1836 г., погребена в Киеве, на Аскольдовой могиле) он имел нескольких сыновей и дочерей, среди них:
- Елена Яковлевна, жена военного и государственного деятеля Н. С. Сулимы.
- Степан Яковлевич (1773—1851), российский командир эпохи наполеоновских войн, генерал от кавалерии.
- Сергей Яковлевич (1775—1818), российский командир эпохи наполеоновских войн, генерал-майор.
- Николай Яковлевич (1790—1841), российский генерал-майор[4].
- Екатерина Яковлевна (1799-), жена подполковника В. Я. Рашевского.